# Ballaigues
Ballaigues est une commune suisse du canton de Vaud, située dans le district du Jura-Nord vaudois.

## Géographie

### Localisation
Au nord-est, Ballaigues a une frontière commune avec la commune de Jougne, France sur environ 9 km.

## Population

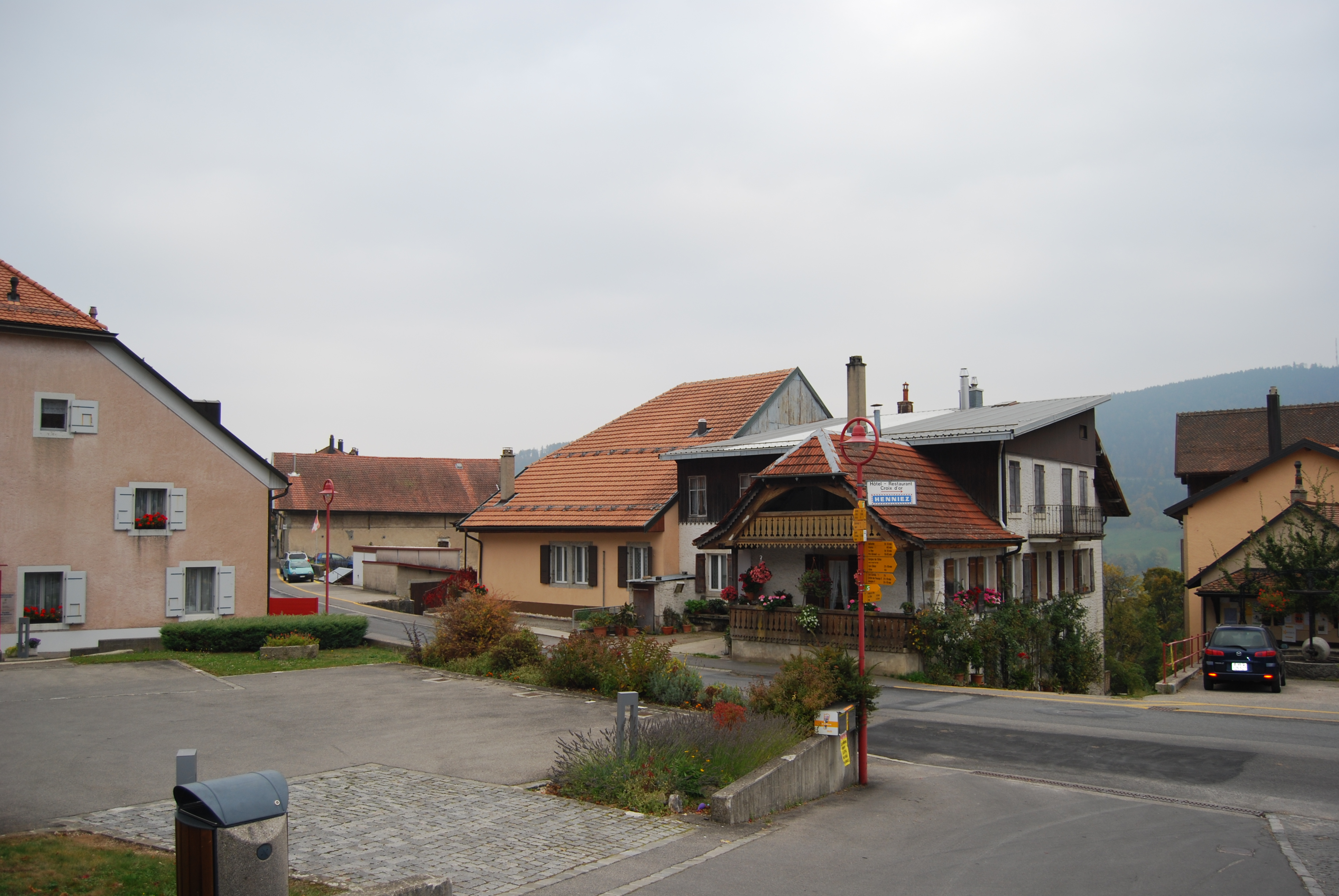
Cœur de la commune de Ballaigues

### Gentilé et surnom
Les habitants de la commune se nomment les Ballaguis.
Ils sont surnommés les Ânes (lè z'Âno en patois vaudois) ou les Mangeurs-d'Âne (lè Medze-Ano). Selon la légende, ils auraient confondu un âne avec un sanglier, puis l'auraient abattu et mangé.

## Histoire
Jusqu'en 1857, date du percement de la route N 57 passant par les Tavins jusqu'au poste frontière du Creux, Ballaigues était située sur la seule voie reliant la Suisse à la France via Jougne. Comme l'attestent les vestiges de la voie romaine située à l'ouest du village, cette route était utilisée depuis l'Antiquité par des chariots pour transporter les marchandises.
Ballaigues a été occupée dès la période romaine, puis fit partie de la seigneurie des Clées durant le Moyen Âge, puis de celle de Lignerolle (1302). Sous la domination bernoise, Ballaigues était rattachée au bailliage d'Yverdon.
Ballaigues a longtemps bénéficié des péages imposés sur le trafic de transit en provenance de la Franche-Comté, mais a été supplantée par Vallorbe au dix-neuvième siècle.
Ballaigues a été le théâtre d'apparitions d'un animal non identifié en 1951 ayant provoqué l'afflux de nombreux curieux et de chasseurs.

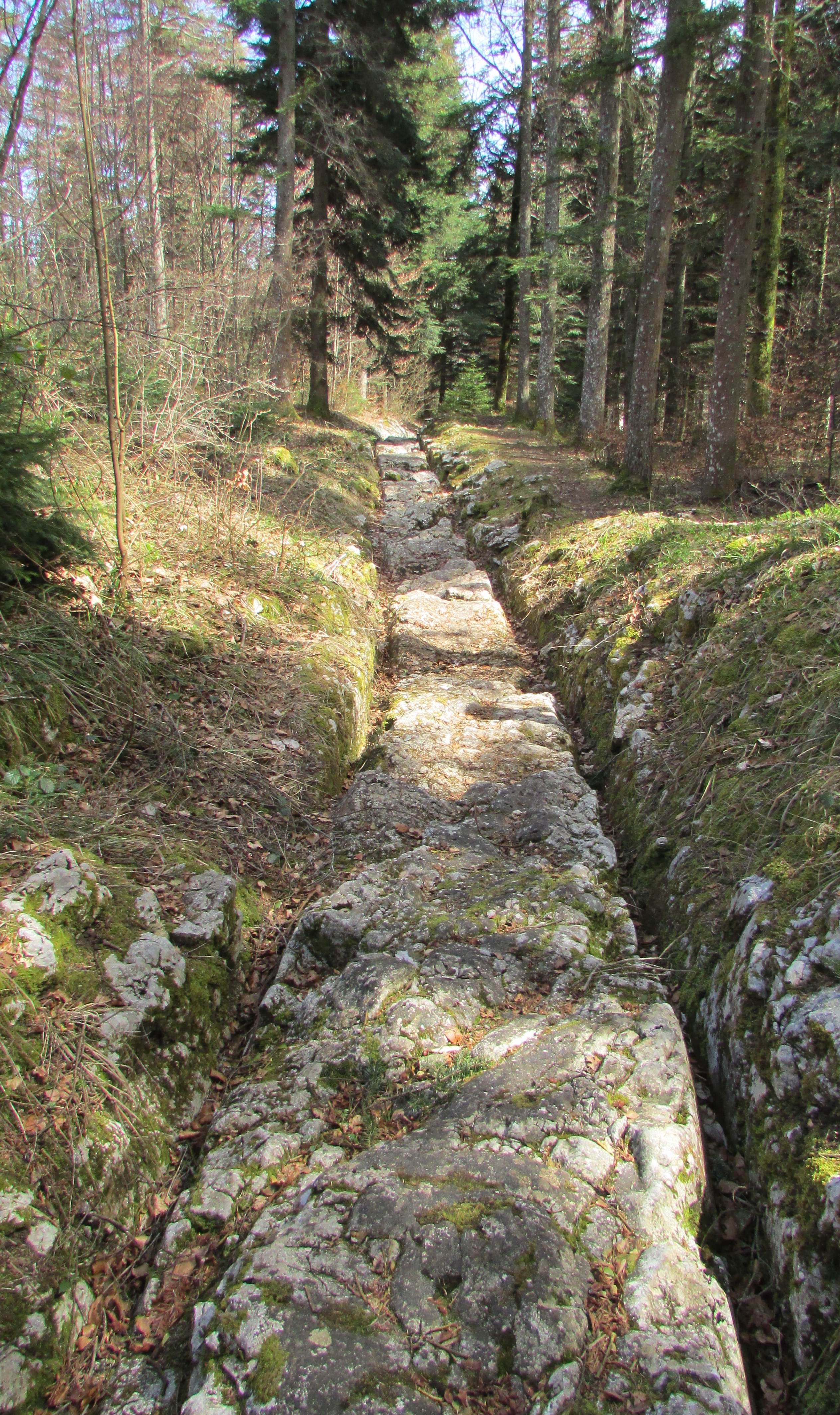
Vestiges de l'ancienne voie romaine à Ballaigues : les ornières creusées dans la pierre par les roues des chariots montrent que ce chemin était utilisé depuis l'Antiquité.
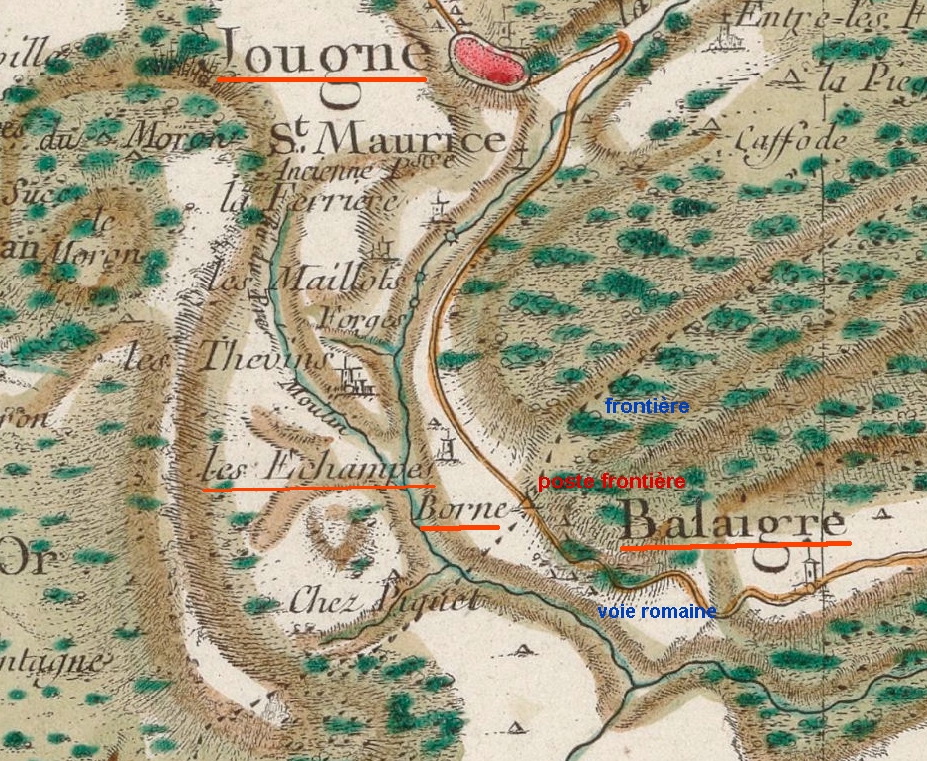
Sur la carte de Cassini datant du milieu du XVIIIè siècle, la route de Jougne à Ballaigues est le seul point de passage vers la France.
Vue aérienne de Walter Mittelholzer (1931).

## Politique
La commune de Ballaigues est dotée d'une municipalité de cinq membres (exécutif) et d'un conseil communal de trente-cinq membres (législatif), tous deux élus au suffrage universel pour une période de cinq ans. Les élections se déroulent selon le système majoritaire.

### Liste des syndics
- Henri Besançon.
- Léon Bourgeois.
- 1941-1946 : Arthur Bourgeois.
- 1947-1949 : Samuel Maillefer.
- 1950-1970 : André Besançon, Parti radical-démocratique (PRD).
- 1970-1993 : Pierre Oberhauser, Parti libéral suisse (PLS).
- 1994-1997 : Bernard Bourgeois.
- 1998-2006 : Antoinette Leresche.
- 2006-2021 : Raphaël Darbellay.
- 2021 : Thomas Maillefer.

## Industrie
- Commerce de vins de la famille Bourgeois dès le dix-huitième siècle[4].
- Forges du Creux, 1783-1956[4].
- Appareils de photos (Alpa)[4].
- Instruments dentaires, dès 1889 par l'usine Maillefer[4].
- Horlogerie

## Patrimoine

### Les bornes frontière de Ballaigues
Les bornes frontière entre Ballaigues et la France

### Le temple protestant
Le temple protestant, situé dans une position centrale légèrement dominante, a été reconstruit en 1711 à l'emplacement de l'ancienne église Saint-Jean-Baptiste. L'architecte bernois Jean-Gaspard Martin en a tracé les plans et supervisé la construction en 1711, date inscrite sur le linteau de la porte. Restauration : 1951, par l'architecte Oscar Magnin. Jusqu'en 1950, le chevet à cinq pans était très fermé, ne possédant à l'origine qu'une seule fenêtre, axiale, tandis que la salle, qui mesure 20,50 × 11,30 m, prend jour par plusieurs baies en plein cintre.

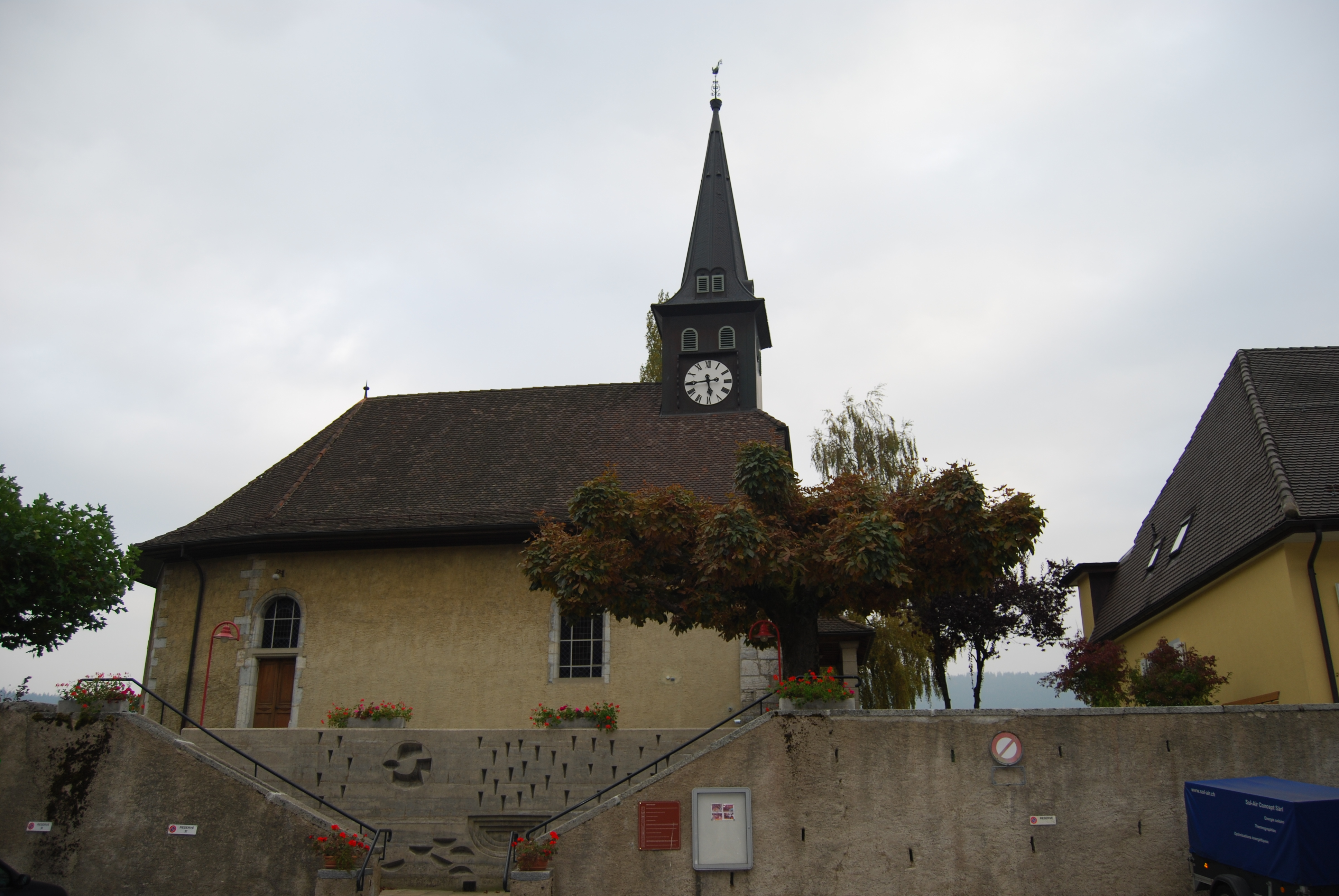
Le temple (1711).
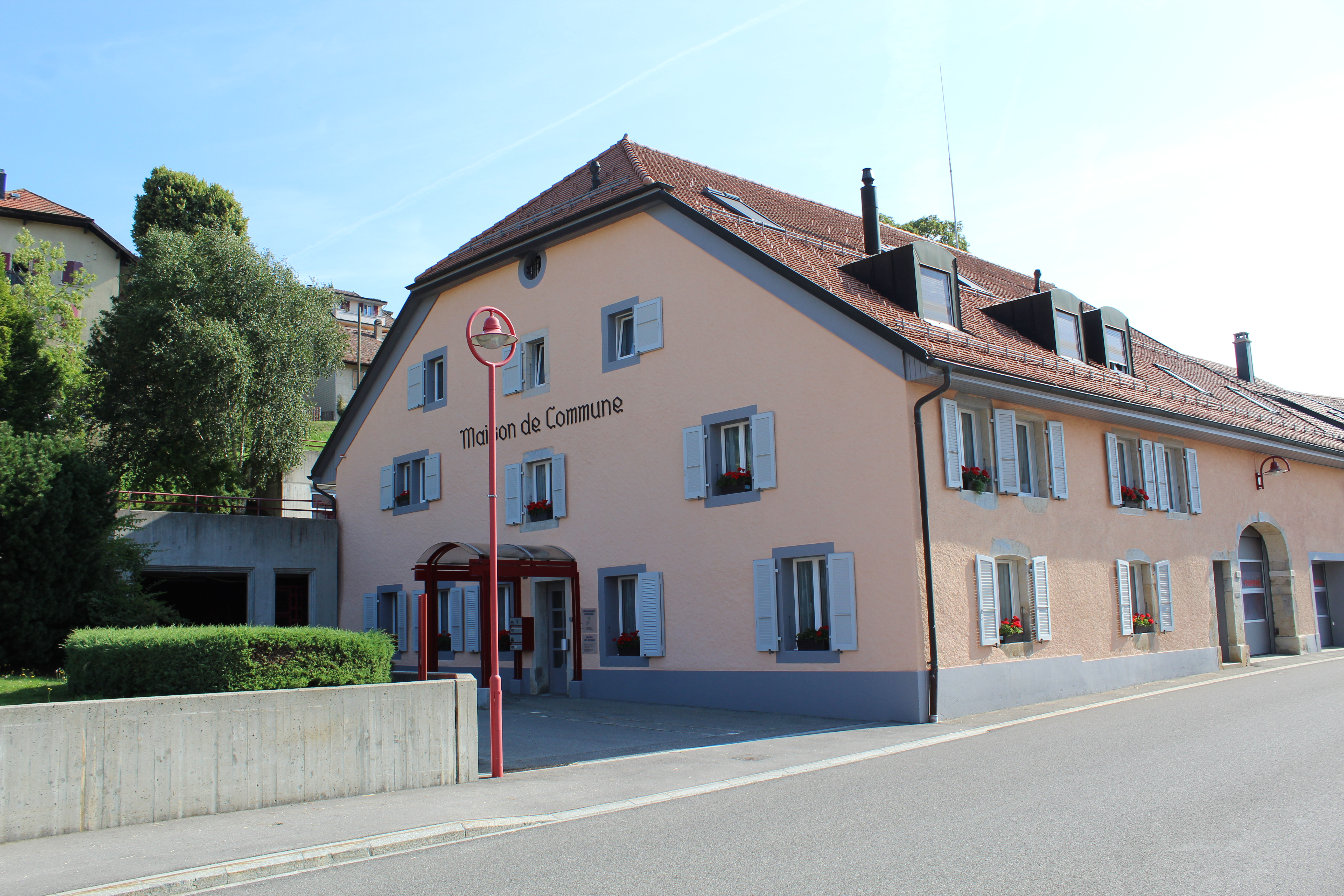
Maison de commune.
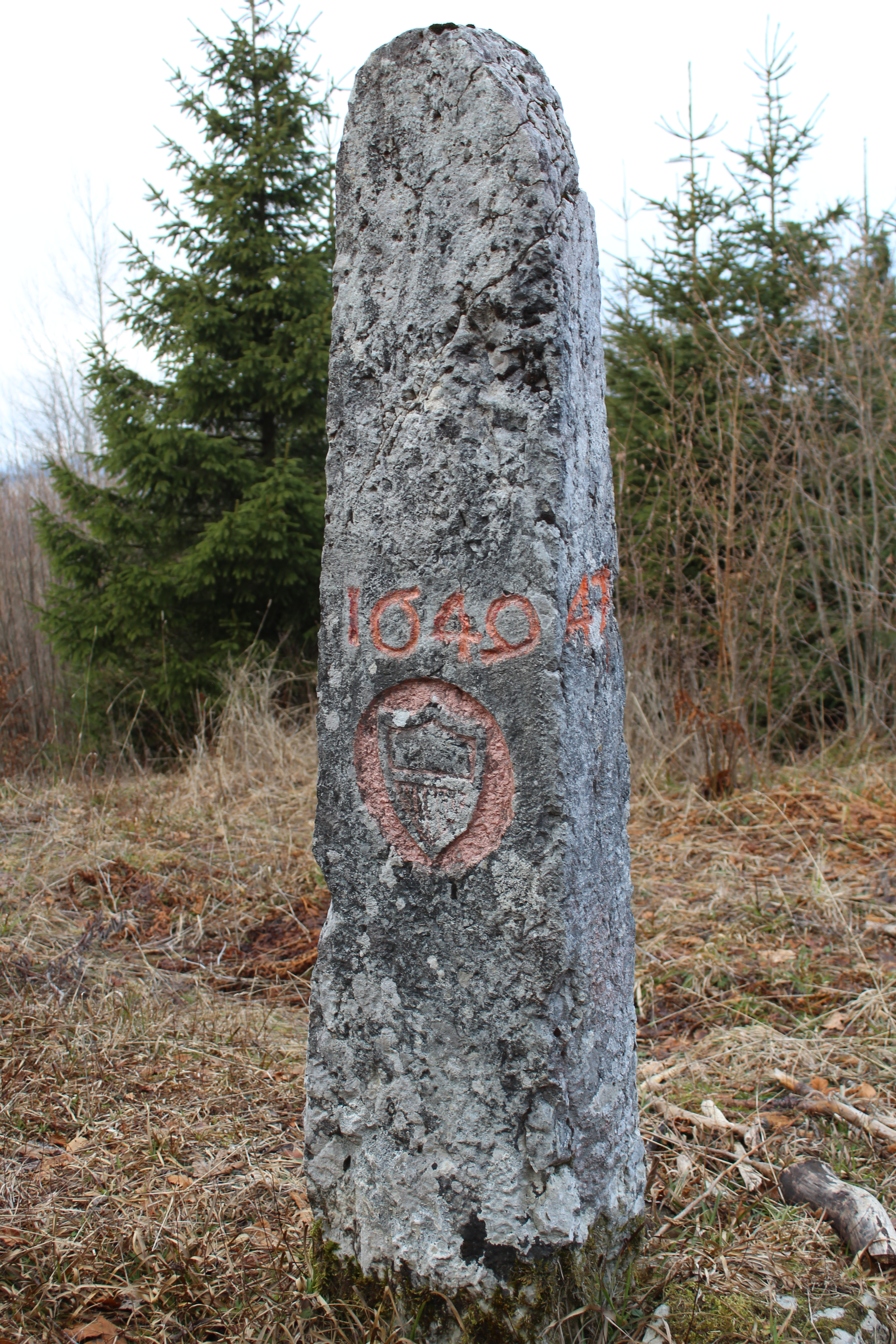
Borne frontière no 47 datée de 1649 entre Ballaigues et Jougne.
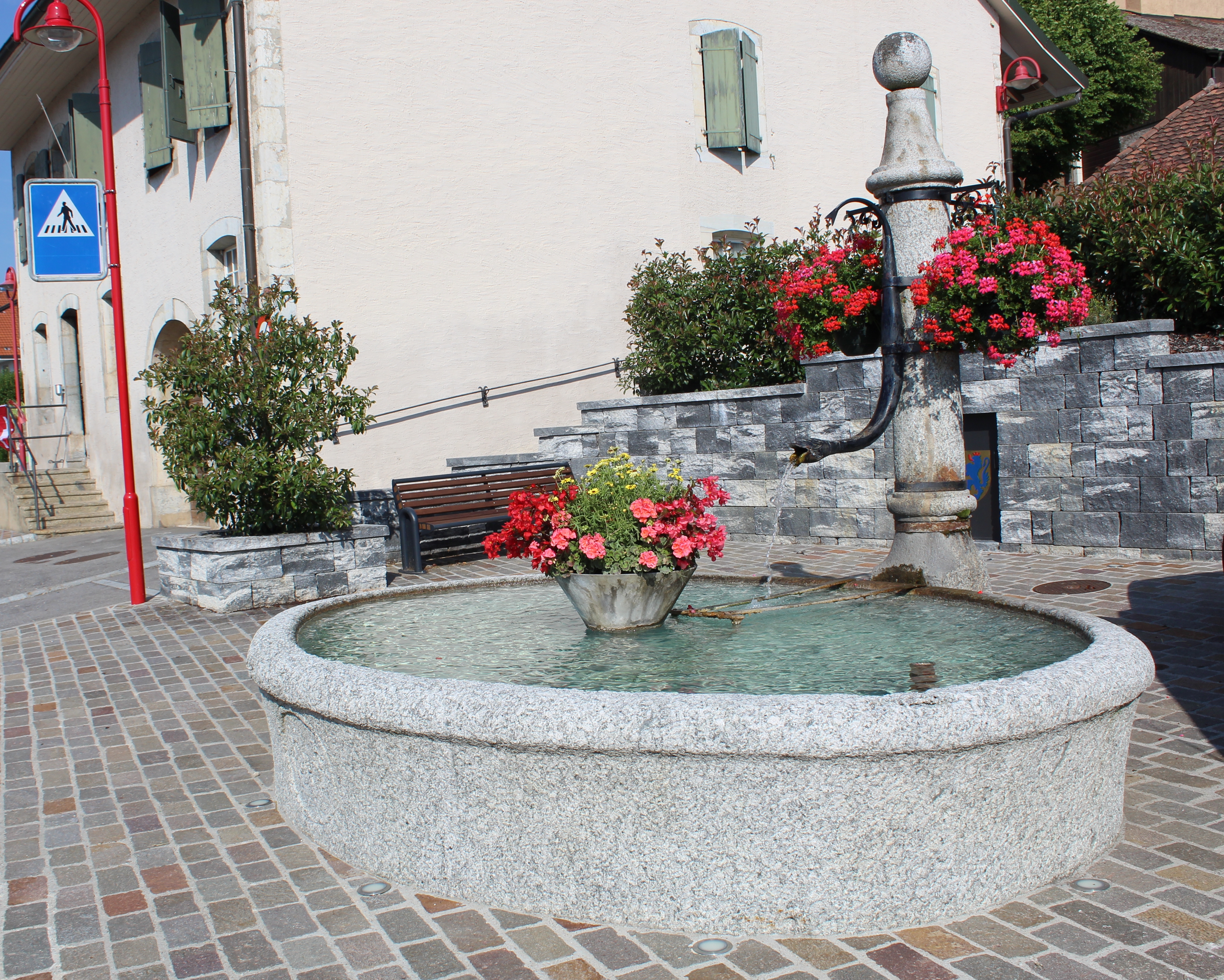
Fontaine de la rue principale.

## Tourisme
Ballaigues a connu un tourisme important entre 1870 et 1914.

## Personnalités

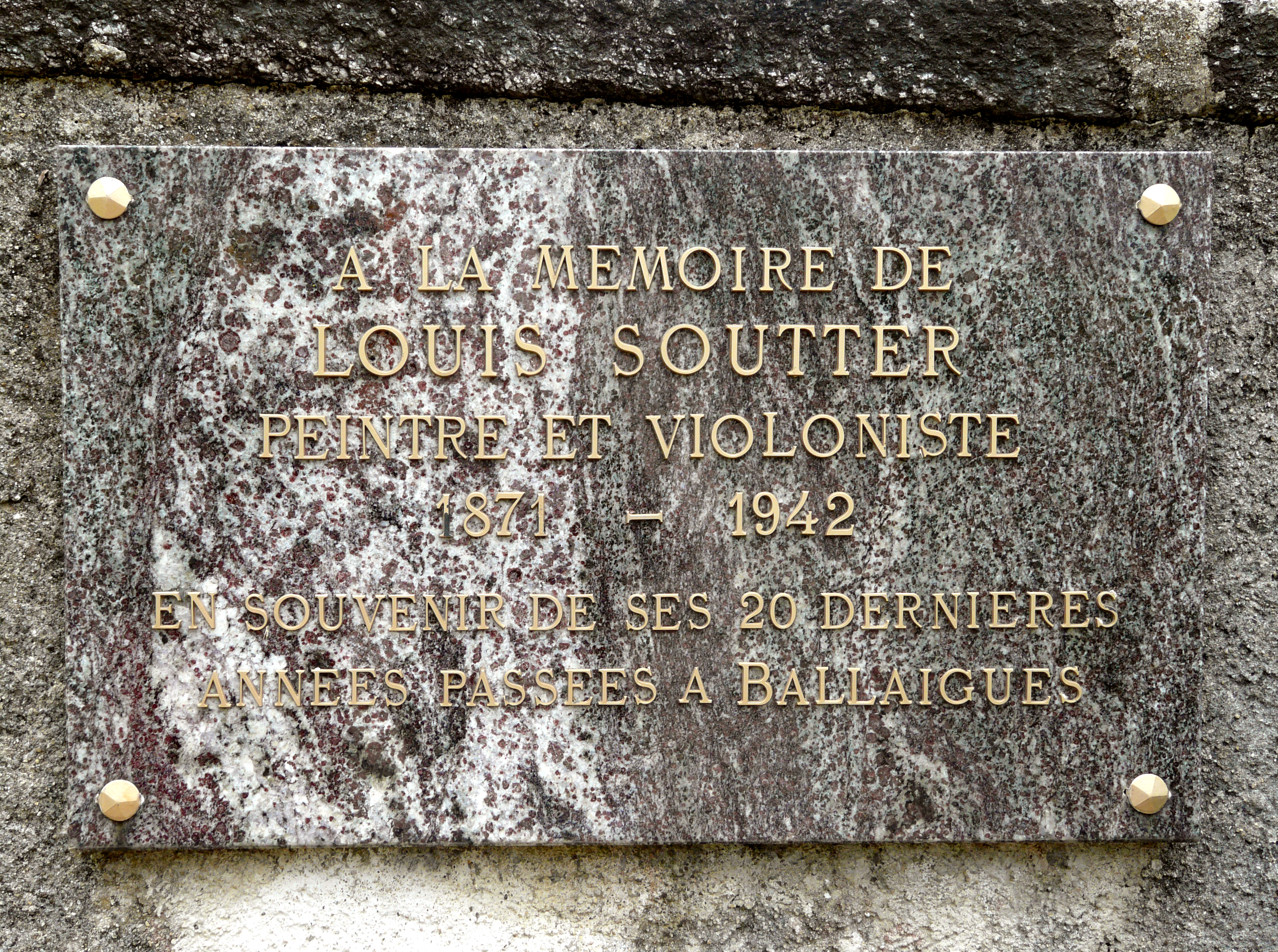
Plaque commémorative pour Louis Soutter, dans le cimetière de Ballaigues.

La bourgeoisie de Ballaigues fut achetée en 1521 par la famille Leresche (une famille noble protestante) venant de Saint-Antoine-sur-Jougne en Franche-Comté. Ils acquirent aussi de nombreux titres aux environs à Vallorbe, Orbe, etc.
Élie Bertrand (1713-1797) fut pasteur de Ballaigues entre 1740 et 1744.
En 1802, Jean-Baptiste Leresche de Ballaigues renonça à ses privilèges et à la bourgeoisie de Ballaigues après avoir été incité par Napoléon Bonaparte (alors premier consul) qui l'avait invité lui ainsi que soixante autres dignitaires vaudois.
En 1923, le peintre et violoniste suisse Louis Soutter arrive à Ballaigues, à l'âge de 52 ans. Il vivra dans les locaux de l'Hôtel Aurore qui a été réaffecté en 1919 en asile où sont hébergées des personnes âgées et/ou indigentes. Il passe là les dix-neuf dernières années de sa vie. Il meurt dans la commune le 20 février 1942,. Une plaque commémorative a été placée dans le cimetière.